# Cristianesimo in Turchia
Il cristianesimo in Turchia è presente fin dalla predicazione apostolica. L'Anatolia ha dato i natali a San Paolo (originario di Tarso); in essa si sono tenuti i primi sette Concili ecumenici della Chiesa; le «sette Chiese dell'Apocalisse» di San Giovanni si trovano tutte nella regione; infine, vicino ad Efeso si trova quella che la tradizione riconosce come la "casa di Maria", luogo dove la madre di Gesù visse gli ultimi anni.
Oggi, tuttavia, in Turchia vi è una popolazione cristiana più ridotta che in ogni stato mediorientale confinante (Siria, Iraq e Iran); ciò è dovuto principalmente alle migrazioni forzate delle popolazioni cristiane greche, armene e assire della Turchia nel periodo della prima guerra mondiale. I cristiani sono 120 000 su una popolazione di 76 600 000 (2010) di persone (lo 0,2%).

Le tradizionali confessioni cristiane (la Chiesa ortodossa, la Chiesa cattolica e il protestantesimo), sono così suddivise:
- armeni (50 000);
- cattolici latini, armeni, siri, caldei (21 500);
- greco-ortodossi (2 000);
- siriaci (12 000);
- protestanti (5 000).

## Le comunità cristiane in età ottomana
Nell'Impero ottomano convissero turchi, curdi, cristiani (ortodossi, cattolici, armeni e siriaci) ed ebrei. Le "Genti del Libro" (cristiani ed ebrei) furono considerate dhimmi: ad esse fu risparmiato l'obbligo di conversione all'islam, ma ebbero uno status giuridico inferiore a quello dei musulmani. Le due tasse principali loro imposte erano la jizya, un testatico, e il kharāj, un'imposta fondiaria. Ai dhimmi fu sempre vietata, inoltre, ogni attività missionaria.
Le minoranze religiose erano inquadrate per gruppi (millet) in uno speciale sistema amministrativo. I millet potevano gestire autonomamente il diritto civile (compreso il diritto di famiglia). La legge ottomana riconosceva al capo religioso anche il ruolo di capo civile della comunità. Egli otteneva quindi la giurisdizione di governatore civile dei suoi correligionari e rappresentava la propria comunità di fronte al Sultano e alla sua amministrazione.
Nella seconda metà del XIX secolo i cristiani erano il 48,4% della popolazione di Istanbul. In Anatolia essi costituivano il 16,6% degli abitanti. Nel 1856 il sultano ottomano, sotto la pressione delle potenze europee, proclamò l'uguaglianza di tutti i suoi sudditi. Con l'“Editto imperiale” tutti i cittadini dell'impero videro riconosciuti uguali diritti. I decreti del sultano comportarono l'abolizione della jizya. L'ultima ordinanza discriminatoria nei confronti di ebrei e cristiani non era tanto lontana: nel 1837 il sultano Mahmud II aveva imposto agli ebrei strette disposizioni in materia di abbigliamento. La popolazione musulmana rigettò la riforma, giudicandola una rottura della dhimma. In Palestina e in Siria scoppiarono cruente rappresaglie. Nel 1876 fu approvata la nuova Costituzione, che sancì l'uguaglianza di tutti i cittadini dell'impero indipendentemente dalla loro appartenenza religiosa o etnica. Al di là del quadro di diritto, la vita sociale continuò a svolgersi su parametri differenti: i cristiani continuarono ad essere visti come cittadini di status inferiore da parte della maggioranza musulmana. La discriminazione era evidente anche sul piano urbanistico: mentre le moschee si aprivano direttamente sulle strade, le chiese venivano costruite dietro alti muri, per celarne la vista ai musulmani.
Per i cristiani esistevano parole discriminatorie su base etnica: i turchi li chiamavano frandji mentre i curdi li ingiuriavano con il termine giaur. Nelle zone rurali della provincia di Diyarbakir (Turchia meridionale) non erano infrequenti i rapimenti di donne cristiane ad opera di maschi curdi.

## Il genocidio degli armeni
Nei primi anni del Novecento accrebbero la loro influenza i «Giovani Turchi», una fazione che esibiva forti connotati nazionalisti.
Nel 1914 scoppiò la guerra in Europa. L'Impero ottomano, alleato di Austria-Ungheria e Germania imperiale, combatté al fianco degli imperi centrali.

I Giovani turchi intrapresero una battaglia chiaramente nazionalista, volta ad evitare ogni perdita territoriale in Anatolia. Il gruppo organizzato (millet) non musulmano più numeroso in Anatolia era quello armeno. Furono proprio gli armeni ad essere presi di mira dai Giovani Turchi, che ne pianificarono la distruzione. Fu un editto religioso ad ordinare la persecuzione contro gli armeni: il jihād venne proclamato il 14 novembre 1914 da Maometto V “contro gli infedeli che combattono il califfo”, come si autodefiniva l'imperatore ottomano. Così la lotta, da nazionale, divenne anche religiosa.
L'editto finì per coinvolgere anche gli altri cristiani dell'impero, specie quelli delle regioni orientali. Vennero colpiti, infatti, anche i siriaci (sia cattolici che ortodossi), gli assiri ed i caldei. I siriaci furono tra le popolazioni più massacrate. Si calcola che un terzo della popolazione siriaca del Tur Abdin e della provincia di Diyarbakır fu sterminato, con circa 80000 morti. Un gran numero di villaggi, 84 chiese e 14 monasteri furono distrutti. Le diocesi scomparvero: 14 diocesi armeno-cattoliche furono cancellate per sempre.
A tutti fu offerta la conversione all'islam per salvare la vita, ma in genere i cristiani rifiutarono l'abiura della propria fede.

Dopo la guerra, la comunità cristiana in Anatolia non fu più la stessa. La storia dei cristiani in Anatolia praticamente finisce con la prima guerra mondiale.
Nel dopoguerra si profilò per le comunità cristiane residenti in Anatolia una situazione del tutto nuova, meno vantaggiosa di quella precedente, improntata al vecchio sistema dei millet. In Turchia il processo di costituzione dello Stato nazionale fu basato sull'identità turca (quindi musulmana); le altre comunità religiose furono considerate estranee alla costruzione del nuovo stato. Nei medesimi anni si ebbe anche il genocidio dei cristiani siriaci, numerosi nel sud-est della Turchia.

## Il Trattato di Losanna e la sua interpretazione restrittiva
Le relazioni dello Stato turco con le religioni non musulmane furono definite dal Trattato di Losanna, firmato il 24 luglio 1923 tra la neonata Repubblica e le potenze occidentali vincitrici della prima guerra mondiale. Nella terza sezione concernente la Schutz der Minderheiten (artt. 37-45) la Repubblica si impegna a garantire a tutti gli abitanti della Turchia, senza riguardo a provenienza, nazionalità, lingua, razza o religione, completa tutela della vita e della libertà (art. 38, par. 1). Garantisce “a tutti gli abitanti della Turchia, senza discriminazione per motivi religiosi” uguaglianza davanti alla legge (art. 39, par. 2). Assicura che “quanti in possesso della cittadinanza turca appartenenti alle minoranze non musulmane ricevono davanti alla legge e nella prassi concreta lo stesso trattamento e la stessa sicurezza degli altri cittadini turchi” (art. 40 riga 1). Si impegna “a garantire completa protezione alle chiese, le sinagoghe, i cimiteri ed altre istituzioni religiose delle minoranze non musulmane” (art. 42, par. 3, riga 1).
La Repubblica turca, invero, ha fatto seguire alla firma del trattato un'interpretazione molto restrittiva. Sono state considerate minoranze non musulmane soltanto le comunità armene, bulgare, greco-ortodosse ed ebraiche. Le comunità cristiane arabofone, quelle siro-ortodosse, caldee e cattoliche latine non sono state riconosciute. In più, nonostante lo Stato turco abbia concesso a quattro comunità lo status di "confessione ammessa", non ha proceduto al riconoscimento giuridico di nessuna minoranza religiosa. Alle comunità religiose non musulmane, quindi, non è permesso possedere beni né acquistarli. I fedeli non possono costruire chiese o aprire seminari (possono solo mantenere quelli già esistenti alla data del Trattato).
Successivamente alla firma del trattato, molti dei beni delle chiese non riconosciute sono stati confiscati e nazionalizzati. Inoltre, i cristiani furono costretti a lavorare di domenica; gli studenti cristiani dovettero frequentare le scuole turche; i matrimoni non poterono più essere celebrati con solennità; fu proibito ai parroci di suonare le campane; i capi religiosi cessarono di rappresentare le proprie comunità.
Sempre negli anni Venti fu effettuato uno Scambio di popolazioni tra Grecia e Turchia su base etnico-religiosa: 1.344.000 cristiani greco-ortodossi lasciarono le loro terre in territorio turco (soprattutto le isole e le città sulla costa del Mar egeo) per essere rimpatriati in Grecia; di contro, 464.000 turchi musulmani lasciarono la Tracia per rientrare in Turchia. L'unica città che conservava una non sparuta presenza di cristiani (di tutte le confessioni) rimaneva Istanbul, ma nel tempo anche la città del Bosforo ha perso il suo carattere cosmopolita: infatti la presenza dei cristiani si è ridotta dai 136.000 nel 1927 ai 70.000 di oggi.
Nel 1971 le università e le scuole superiori in Turchia sono state nazionalizzate. Questo ha comportato la chiusura dell'Accademia teologica ortodossa di Halki e del piccolo seminario che i cappuccini avevano aperto a Mersin.

## La vita dei cristiani di oggi

La chiesa ortodossa siriaca di Sant'Efrem a Yeşilköy nel 2023

Diversi media e politici parlano di un “pericolo cristiano” dovuto - secondo loro - all'enorme numero di convertiti dall'islam. In realtà, come dimostrano i dati del Ministero degli Interni, dal 1999 al 2001 si sono fatti battezzare solo 344 musulmani, su una popolazione di oltre 70 milioni di cittadini. Inoltre, per cinquant'anni (dal 1961 al 2011) la Turchia non ha avuto nessun cristiano tra i membri del Parlamento.
I sacerdoti stranieri non hanno diritto al permesso di soggiorno, quindi devono uscire dalla Turchia ogni tre mesi per rinnovare il visto turistico. Ancora oggi la legge prevede che una chiesa non possa affacciarsi direttamente sulla pubblica via. Dal 1922 al 2021 non sono più state costruite nuove chiese in Turchia, ad eccezione di quella di Sinope, inaugurata nel 1958 per la base NATO  (ora dismessa) e di quella di Efeso sulla “Casa di Maria”, considerata ufficialmente un museo. A Yeşilköy, Istanbul, dal 2019 al 2023 è stata costruita la Chiesa siriaco Ortodossa di Sant'Efrem, alla cui posa della prima pietra ha assistito il presidente Erdogan.

## La Chiesa greco-ortodossa in Turchia
La sede patriarcale di Costantinopoli conserva un grandissimo prestigio all'interno della cristianità: il Patriarca di Costantinopoli è da sempre considerato la massima autorità religiosa del mondo ortodosso.

In ossequio al carisma che da sempre circonda la sede costantinopolitana, la Chiesa cattolica ha abolito il patriarcato latino nel 1964, riconoscendo il patriarca ortodosso come unico patriarca di Costantinopoli.

## La Chiesa armena in Turchia
Lo stato turco non ha mai riconosciuto né il genocidio armeno né il genocidio assiro, con cui negli anni 1915-16 le popolazioni cristiane del Paese vennero decimate. Oggi la presenza armena in Turchia è ridotta a livelli minimi, concentrata quasi unicamente ad Istanbul.

Negli ultimi anni si sono verificati avvenimenti di segno contrastante:
- Il 19 gennaio 2007 è stato assassinato a Istanbul Hrant Dink, giornalista armeno direttore del settimanale Agos.
- Nel marzo dello stesso anno il governo turco ha deciso di riaprire, anche se solo come museo[17] la chiesa armena della Santa Croce, il più importante monumento armeno in terra turca[18]. La chiesa è situata sull'isola di Akdamar, in mezzo al lago di Van. Fu edificata nel X secolo; da diversi decenni versava in stato di grave abbandono.
- Nel 2011 è stata ricostruita la chiesa di S. Giragos nella città di Diyarbakır (nella zona a maggioranza curda). L'edificio sarà riaperto al culto[19].